# 浦川聡子
浦川 聡子（うらかわ さとこ、1958年12月12日 - ）は、日本の俳人、編集者。

## 経歴
山形県生まれ。千葉大学教育学部音楽科卒業。音楽の教科書専門の出版社に勤務の後、1985年から88年にかけて『俳句四季』（東京四季出版）の編集に関わり、俳句と出合う。1986年より石寒太主宰「炎環」に在籍。1990年『俳句倶楽部』「女流・句会実況中継」特集をきっかけに、若手の超結社グループ「雛の会」を結成する。同年、現代俳句協会新人賞佳作。1992年、同賞佳作。1993年「管楽器の闇」にて現代俳句協会新人賞受賞。1994年「炎環」同人。2007年より大峯あきら代表「晨」に同人として参加。2015年、俳句会「オリーブの会」を発足、主宰。学生時代よりアマチュアオーケストラ（弦楽器）に所属、音楽を題材とした作品に定評がある。
日本文藝家協会・現代俳句協会会員。
2014年より放送大学非常勤講師。平成25年度版『明解国語総合』（高校国語教科書）に作品収載。

## 著書
- 句集『クロイツェル・ソナタ』ふらんす堂、1995年
- 句集『水の宅急便』ふらんす堂、2002年
- 『教科書にでてくる！俳句かるた』ポプラ社、2011年
- 句集『眠れる木』深夜叢書社、2012年
- 『もっと知りたい 美しい季節のことば』別冊ＮＨＫ俳句　ＮＨＫ出版、2013年